# Cristina Ciobănașu
Cristina Ciobănașu (n. 24 septembrie 1996, Vorona, Botoșani) este o actriță, cântăreață, dansatoare și poli-instrumentistă română, devenită cunoscută atât național cât și internațional, odată cu interpretarea personajului „Anca Anghel”din serialul muzical Pariu cu viața, realizat de Ruxandra Ion și difuzat pe postul de televiziune Pro TV din România. Cunoscută și sub pseudonimul de Criss, este de asemenea membră fondatoare a formației dance pop-rock Lala Band și a trupei ONE.

## Copilăria și debutul
Cristina Ciobănașu s-a născut în comuna Vorona din județul Botoșani. Primii ani din viață și i-a petrecut  în satul natal, Vorona Mare, alături de fratele său mai mic, Tudor și bunica din partea tatălui, alături de care locuia într-o casă cu o singură cameră, fără baie sau bucătărie. Cea din urmă a introdus-o în lumea artistică, învățând-o, încă de la o vârstă fragedă, secretele mai multor instrumente muzicale (vioară, nai, fluier, caval și ocarină). Tot de la bunica sa a învățat și tainele muzicii populare. A participat la diferite festivaluri și a făcut parte din ansamblul de muzică populară al comunei natale.
În 2008 a participat la Dansez pentru tine. Echipa formată din Alex Velea și Cristina Stoicescu au dansat pentru visul micuței din Botoșani, acela de a studia la o școală de muzică din București și de a-și ajuta familia, greu încercată din punct de vedere financiar. Cu toate că a ieșit printre primii din competiție, povestea ei abia acum începea. Producătoarea Ruxandra Ion a remarcat-o în cadrul emisiunii. A invitat-o pe Cristina la o discuție la dumneaei în birou și a îndrăgit-o imediat pe fetița de 11 ani. A urmat mutarea Cristinei în casa cunoscutei producătoare, devenind membru în familia acesteia.

## Cariera

### 2011-2014: Lala Band și Pariu cu viața
În 2008, la scurt timp după mutarea în București, Cristina a fost distribuită în rolul Monicăi (personaj episodic) în comedia Îngerașii. După „Îngerașii” a continuat colaborarea cu Acasă TV și MediaPro Pictures, fiind distribuită în roluri co-principale în  producții precum Aniela (Julieta) și Iubire și onoare (Noor el Jisr).
În 2011, în urma unui casting organizat de MediaPro Music și MediaPro Pictures pentru Pro TV, Cristina a intrat în trupa Lala Band, și a fost distribuită în rolul Ancăi Anghel în serialul muzical Pariu cu viața.
Pe 20 iunie 2011, împreună cu Lala Band, Cristina Ciobănașu lansează piesa „Stage of joy”, ca un material promoțional pentru „Pariu cu viața”. Pe 19 septembrie 2011 a avut premiera la nivel național serialul mai sus amintit. În perioada următoare, Criss, alături de Lala Band a atins performanțe greu de egalat: 5 albume de studio, discul de aur pentru „Cel mai bine vândut album al anului 2012” , 4 turnee naționale, peste 150 de ore de muzică live, peste 150.000 de fani veniți la concerte pentru a-și vedea idolii.
În 2013, Cristina Ciobănașu și Vlad Gherman au anunțat că în paralel cu activitatea lor din Lala Band, se lansează în cariera solo și formează trupa One printr-un concert intitulat „Angels to fly” la Godot Cafe-Teatru. Prima piesă a formației, „Un nou început” a fost lansată pe 9 iulie 2014. Alte piese ale trupei One : Superstare , Hei tu , Anotimpurile , Aprinde un vis , Ploaia mea  .
În perioada 29 octombrie 2014 - 17 noiembrie 2014,ONE au susținut primul turneu național, pentru promovarea primului lor album, „Aprinde un vis” lansat pe 14 noiembrie 2014.
În 2014 Criss a interpretat-o pe Anca Anghel, în telenovela muzicală  O nouă viață, spin-off al serialului Pariu cu viața.

### 2014-2016: ONE și blogging
După terminarea serialului O nouă viață, trupa Lala Band a iesit din atenția publicului larg pentru ca în cele din urmă să se destrame. Ca urmare, la rândul lor, Cristina Ciobănașu și iubitul său Vlad Gherman, au intrat într-un con de umbră. Pe 30 iunie 2014 au lansat melodia „Superstare”, ce ulterior a beneficiat și de un videoclip filmat în Grecia lansat o lună mai târziu.
Pe 26 noiembrie 2014, ONE a lansat melodia „Hey, tu!”, în colaborare cu Tam Tam Studio.
În paralel cu cariera muzicală, Cristina Ciobănașu și Vlad Gherman s-au îngrijit și de blog-ul lor, unde postau diferite povești despre vacanțe, carieră sau peripețiile prin care trec în fiecare zi.
Pe plan actoricesc, Criss a apărut în lungmetrajul „LIVE!”, alături de Tudor Chirilă, interpretând-o pe Ema la 16 ani.

### 2016-2019: Happy Channel, Fructul Oprit și Sacrificiul
Pe 8 martie 2016, postul de televiziune „Euforia Lifestyle TV” a devenit Happy Channel, ceea ce a adus o restructurare completă din punct de vedere al viziunii și grilei de programe. Criss a devenit, alături de Carmen Tănase și Anca Țurcașiu, ambasadoare a Happy Channel. Pentru promovarea noului post de televiziune, Criss a lansat melodia „Tot ce vreau” . Tot din 8 martie, Criss a început, alături de logodnicul său, Vlad Gherman și fostul lor coleg de trupă, Raphael Tudor, să modereze emisiunea „Happy Day”.
În februarie 2017, Happy Channel a anunțat că a început producția pentru un nou serial, ce o avea ca protagonistă pe Criss . Când mama nu-i acasă a avut premiera pe 13 martie 2017 și s-a terminat pe 26 iulie 2017. În septembrie 2017, tot pe Happy Channel, a început O grămadă de caramele, în care Ciobănașu reia rolul Mirunei Șerban din „Când mama nu-i acasă”.
Începând din ianuarie 2018, Criss face parte din distribuția serialului Fructul oprit, în care o interpretează pe Ana Caragea.
În 2019, Criss s-a alăturat distribuției serialului Sacrificiul, în rolul lui Iris Zamfir.  
În decembrie 2019 Criss a anunțat că în perioada imediat următoare urmează să se axeze pe terminarea studiilor la Facultatea de Comunicare și Relații Publice, SNSPA și nu va mai apărea prea des în cel de-al doilea sezon din Sacrificiul ,,Alegerea" care  va avea marea premieră  pe 12 și 13 februarie. 
,,În 2021, Cristina a început sa joace în serialul ADELA,o reproducere a serialului turcesc BAHAR:VIATA FURATA. Ea interpreta rolul Liviei Andronic.

## Viața personală
Cristina Ciobănașu și-a început relația cu actorul Vlad Gherman pe 18 martie 2012. Începând din 2014 cei doi sunt logodiți, dar au anunțat că nu intenționează să facă nunta în perioada următoare. Pe 1 februarie 2021, ea și Vlad Gherman au anunțat pe rețelele de socializare că nu mai formează un cuplu (deci, logodna lor a fost dizolvată).

## Filmografie

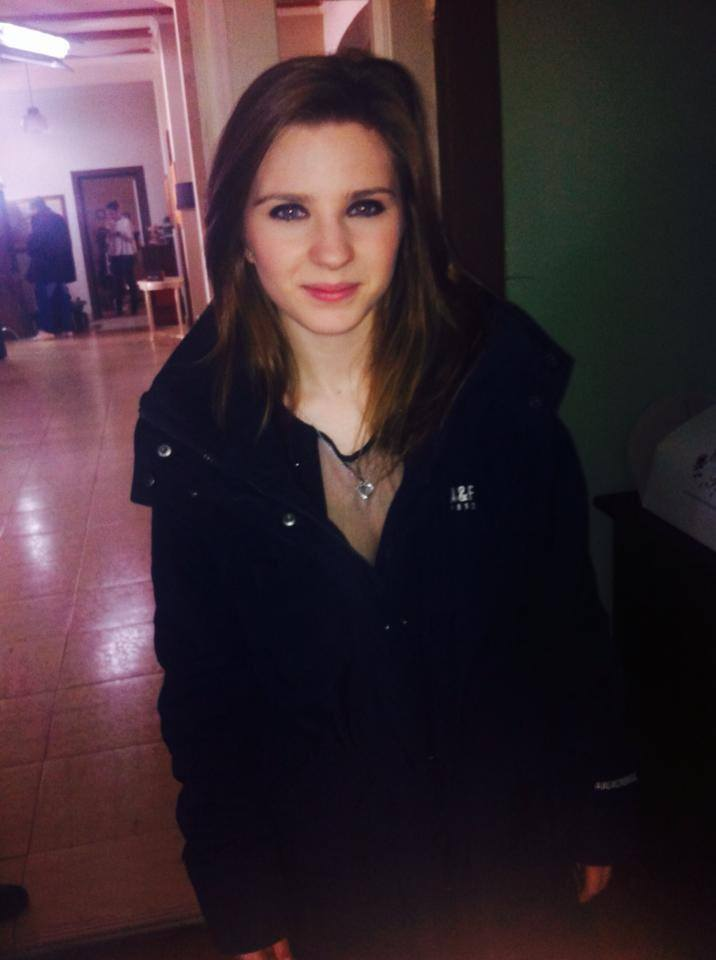
2013, repaus de la niște filmări

| Anul        | Serialul                | Rolul           | Note                           |
| ----------- | ----------------------- | --------------- | ------------------------------ |
| 2008 - 2009 | Îngerașii               | Monica          | rol episodic                   |
| 2009 - 2010 | Aniela                  | Julieta         | rol principal                  |
| 2010 - 2011 | Iubire și onoare        | Noor el Jisr    | rol principal; 140 de episoade |
| 2011 - 2013 | Pariu cu viața          | Anca Anghel     | rol principal; 57 de episoade  |
| 2014        | O nouă viață            | Anca Anghel     | rol principal; 45 de episoade  |
| 2017        | Când mama nu-i acasă    | Miruna Șerban   | rol principal; 22 episoade     |
| 2017 - 2019 | O grămadă de caramele   | Miruna Șerban   | rol principal; 24 episoade     |
| 2018 - 2019 | Fructul oprit           | Ana Caragea     | rol principal; 63 episoade     |
| 2019 - 2020 | Sacrificiul             | Iris Zamfir     | rol principal; 70 episoade     |
| 2021 - 2022 | Adela                   | Livia Drăghici  | rol principal; 158 episoade    |
| 2023 - 2024 | Lia - Soția soțului meu | Anastasia (Sia) | rol principal                  |

| Anul | Filmul              | Rolul       | Note         |
| ---- | ------------------- | ----------- | ------------ |
| 2013 | Justin și Cavalerii | Talia       | voce         |
| 2015 | LIVE!               | Ema(16 ani) |              |
| 2015 | Pe muchie de cuțit  | Tânără parc | scurt-metraj |

| Anul         | Emisiunea          | Canalul       | Note         |
| ------------ | ------------------ | ------------- | ------------ |
| 2008         | Dansez pentru tine | Pro TV        | concurentă   |
| 2016-2017    | Happy Day          | Happy Channel | realizatoare |
| 2018-2019    | Povești COOL       | Happy Channel | realizatoare |
| 2019-2022    | Cultour            | Happy Channel | realizatoare |
| 2022-prezent | Happy Caffe        | realizatoare  |              |

## Discografie

### Melodii promoționale
| "Over the rainbow" (cu Lala Band)                                               | 2011 | — | N/A                 |
| "Family Portrait" (cu Lala Band)                                                | 2011 | — | Lala Love Stories   |
| „Don't Give Up” (cu Vlad Gherman & Lala Band)                                   | 2011 | — | N/A                 |
| „To the Moon and Back” (cu Vlad Gherman, Alina Eremia, Dorian Popa & Lala Band) | 2012 | — | Lala Love Stories   |
| „Cine esti?” (cu Vlad Gherman & Lala Band)                                      | 2012 | — | Lala Love Stories 2 |
| „Ploaia mea” (cu Vlad Gherman & Lala Band)                                      | 2013 | — | Lala Love Forever   |
| „O nouă viață” (cu Vlad Gherman, Alina Eremia, Dorian Popa & Lala Band)         | 2014 | — | N/A                 |
| „Tot ce vreau” (cu Vlad Gherman)                                                | 2016 | — | N/A                 |
| „Când mama nu-i acasă” (cu Vlad Gherman)                                        | 2017 | — | N/A                 |
| „Be happy” (cu Vlad Gherman)                                                    | 2017 | — | N/A                 |
| „Blestemul” (cu Vlad Gherman)                                                   | 2017 | — | N/A                 |
| „Mă atragi și mă respingi” (cu Vlad Gherman)                                    | 2017 | — | N/A                 |
| "—" denotes releases that did not chart.                                        |      |   |                     |

### Melodii promoționale Lala Band
| "Over the rainbow" (cu Lala Band)                                               | 2011 | — | N/A                 |
| "Family Portrait" (cu Lala Band)                                                | 2011 | — | Lala Love Stories   |
| „Don't Give Up” (cu Vlad Gherman & Lala Band)                                   | 2011 | — | N/A                 |
| „Crazy little thing called love” (cu Andrada Popa & Lala Band)                  | 2012 | — | Lala Summer Love    |
| „To the Moon and Back” (cu Vlad Gherman, Alina Eremia, Dorian Popa & Lala Band) | 2012 | — | Lala Love Stories   |
| „Stand By Me” (cu Vlad Gherman & Lala Band)                                     | 2012 | — | Lala Love Stories   |
| „Goodbye My Lover” (cu Vlad Gherman & Lala Band)                                | 2012 | — | Lala Love Stories   |
| „I Don't Wanna Talk About It” (cu Vlad Gherman & Lala Band)                     | 2012 | — | Lala Love Stories   |
| „Turning Tables” (cu Lala Band)                                                 | 2012 | — | Lala Love Stories   |
| „If You Were a Sailboat” (cu Vlad Gherman & Lala Band)                          | 2012 | — | Lala Love Stories   |
| „Suddenly I See” (cu Alina Eremia, Sore, Andrada Popa, Ana Baniciu & Lala Band) | 2012 | — | Lala Dance          |
| „Cine esti?” (cu Vlad Gherman & Lala Band)                                      | 2012 | — | Lala Love Stories 2 |
| „The Closest Thing to Crazy” (cu Lala Band)                                     | 2012 | — | Lala Love Stories 2 |
| „Et Si Tu N'existais Pas” (cu Vlad Gherman & Lala Band)                         | 2012 | — | Lala Love Stories 2 |
| „I Wanna Grow Old With You” (cu Vlad Gherman & Lala Band)                       | 2012 | — | Lala Love Stories 2 |
| „Here With Me” (cu Lala Band)                                                   | 2012 | — | Lala Love Stories 2 |
| „Just A Kiss” (cu Vlad Gherman & Lala Band)                                     | 2012 | — | Lala Love Stories 2 |
| „Goodbye” (cu Lala Band)                                                        | 2013 | — | Lala Love Forever   |
| „Viața noastră” (cu Vlad Gherman, Alina Eremia, Dorian Popa & Lala Band)        | 2013 | — | Lala Love Forever   |
| „Crezi în tine” (cu Vlad Gherman & Lala Band)                                   | 2013 | — | Lala Love Forever   |
| „Ploaia mea” (cu Vlad Gherman & Lala Band)                                      | 2013 | — | Lala Love Forever   |
| „O nouă viață” (cu Alina Eremia, Dorian Popa, Vlad Gherman & Lala Band)         | 2014 | — | N/A                 |
| „Am învățat să lupt” (cu Alina Eremia, Dorian Popa, Vlad Gherman & Lala Band)   | 2014 | — | N/A                 |
| „Angels To Fly” (cu Vlad Gherman & Lala Band)                                   | 2014 | — | N/A                 |
| „Alegi iubirea” (cu Alina Eremia, Dorian Popa, Vlad Gherman & Lala Band)        | 2014 | — | N/A                 |
| "—" denotes releases that did not chart.                                        |      |   |                     |